# (4653) Tommaso
(4653) Tommaso es un asteroide perteneciente al cinturón de asteroides, descubierto el 1 de abril de 1976 por Nikolái Stepánovich Chernyj desde el Observatorio Astrofísico de Crimea (República de Crimea).

## Designación y nombre
Designado provisionalmente como 1976 GJ2. Fue nombrado Tommaso en honor al filósofo y poeta italiano Tommaso Campanella.